# Мечётское сельское поселение
Мечётское се́льское поселе́ние — муниципальное образование в Бобровском районе Воронежской области России.
Административный центр — село Мечётка.

## Население
| 2000 | 2005  | 2010  | 2012  | 2013 | 2014 | 2015 | 2016 | 2017 |
| ---- | ----- | ----- | ----- | ---- | ---- | ---- | ---- | ---- |
| 1627 | ↘1309 | ↘1100 | ↘1034 | ↘994 | ↘950 | ↗957 | ↘948 | ↘941 |
| 2018 | 2019  | 2020  | 2021  |      |      |      |      |      |
| ↘937 | ↘885  | ↘875  | ↗887  |      |      |      |      |      |

## Административное деление
Состав поселения:
- село Мечётка.